# Derya Cıbır
Derya Cibir (ur. 14 lipca 1990) – turecka judoczka.
Startowała w Pucharze Świata w latach 2009, 2010, 2012, 2013 i 2015. Brązowa medalistka igrzysk śródziemnomorskich w 2009  roku.